# Videómarketing
A videómarketing a marketingkommunikáció egy formája, amelyben a piaccal online felületeken közzétett videók segítségével kommunikálnak.
Ezek a videók lehetnek hirdetések, vírusvideók vagy a tartalommarketing elvei szerint megalkotott oktatóanyagok, ismeretterjesztő videók és hasonló jellegű tartalmak. A videómarketing célja általában egy termék, szolgáltatás, márka vagy cég reklámozása, weboldalak népszerűsítése vagy a tudásátadás, a megtekintők oktatása.
A hagyományos reklámmarketing és a videómarketing közötti egyik legalapvetőbb különbség, hogy a hagyományos reklámokat igen nehéz célközönség szerint célozni. A televízióban sugárzott reklámoknak szükségszerűen magas a meddőszórása, és szinte lehetetlen mérni, hogy valójában hányan tekintettek meg egy reklámot, közülük pedig hányan köteleződtek el, konvertáltak vásárlókká. A videómarketing esetén az online felületeket kihasználva a megfelelő célközönség elérése, illetve a kampány eredményeinek mérése egyszerűbb. Ezen felül a videómarketing esetén a videók terjesztése nem a marketingesek feladata: a cél az, hogy a videómegosztókra vagy saját felületekre feltöltött videókat a megtekintők saját maguk osszák meg ismerőseikkel, elsősorban a közösségi oldalakon keresztül.

## Története
Az első vírusvideó megszületésére a videómegosztó oldalak megjelenése előtt, 1995-ben került sor. A videót a Fox Studios ügyvezető igazgatója, Brian Graden rendelte meg a később a South Park készítőiként ismertté váló Matt Stonetól és Trey Parkertől. A Jesus vs. Santa című videóban megjelenik a későbbi rajzfilmsorozat számos ismert karaktere. A videót Graden barátainak küldte el postán, ők pedig másolt VHS kazettákon küldték tovább barátaiknak. Később a videó az internetre is felkerült, a Comedy Central pedig felfigyelt az alkotókra, így születhetett meg a South Park.
2005-ben létrejött a YouTube, a Nike pedig hamar felismerte az online videómegosztóban rejlő lehetőséget. A vállalat videója, melyben Ronaldinho átveszi 24 karátos aranycipőit az első lett, amelyet egymilliónál többen tekintettek meg.
A kezdeti nagysikerű kampányok egyike a Dove Evolution kampánya, amelyet nagy számban osztottak meg világszerte női felhasználók, illetve a Blendtec Will it Blend sorozatának első része, amely vírusvideóként minden idők legnézettebb reklámjává vált.
Az első nagy sikert elért videó, amelyet nem valamely vállalat, hanem egy felhasználó töltött fel a Charlie Bit My Finger volt. A mindössze 56 másodperces videóban egy csecsemő megharapja a bátyja ujját, majd elégedetten mosolyog - a feltöltő családja 150 ezer dollárt keresett a videóval.
A Google 2007-ben a videómegosztó sikerét látva bevezette a reklámokat a YouTube-on. A fizetett reklámok jelenleg elsősorban pre-roll reklámokként jelennek meg - a megtekinteni kívánt videó előtt a felhasználónak néhány másodpercet mutatnak a reklámból, majd választhat, hogy továbblép az eredeti videóra, vagy teljes hosszában megtekinti a reklámot. A pre-roll videók formátumát meghatározza, hogy a közönséget már az első néhány másodpercben meg kell ragadni a teljes videó megtekintésére ösztönözve.

## Típusai

### Cikkekből készített videók
A videómarketing egy formája, amikor szöveges tartalmakból készítenek videós tartalmat. Ez a jellemzően cégek által alkalmazott tartalommarketinges eljárás általában 2-5 perces videókat eredményez, amelyeket a videómegosztókon és közösségi oldalakon tesznek közzé.
A szöveges tartalom videóvá konvertálásának számos módja létezik. A legegyszerűbb, amikor a szövegből egy prezentációt készítenek, animált diavetítésként dolgozva azt fel. A videóhoz releváns képeket, felvételeket adhatnak, narráció vagy zene kísérheti. Az eredeti szöveg sokszor átalakított, rövidített formában jelenik meg az ilyen típusú videókban. Előnye, hogy szélesebb közönséghez segít eljuttatni az üzenetet, nagyobb láthatóságot biztosít a tartalom számára.

### Reklámvideók
A reklámvideók számos formában megjelenhetnek az online felületeken. Gyakoriak a pre-roll (egy videó előtt lejátszott), mid-roll (egy videó közben lejátszott) és post-roll (egy videó után lejátszott) reklámvideók, de önállóan feltöltve is megtalálhatóak videómegosztókon vagy a cégek saját felületein. Egyes folyamatos streaming közvetítést biztosító online oldalak, mint a Sky.com vagy az itv.com a videófolyamban helyeznek el reklámvideókat. 2010-ben az internetes videómegtekintések 12,8%-át, az összes online megtekintett perc 1,2%-át adták.

### Vírusvideók
A vírusvideók olyan videók, amelyek az internetes megosztások révén vírusszerűen terjedve válnak népszerűvé, elsősorban videómegosztó oldalakon, közösségi oldalakon és e-mailen terjedve. A vírusvideók gyakran humoros tartalmúak, és nem feltétlenül reklámvideók. Vírusvideó lehet egy videóklip, felhasználók által készített otthoni felvétel is.

## Videómarketing a keresőoptimalizálásban
A videómarketinget gyakran alkalmazzák keresőoptimalizálási célokra is. A kutatások szerint a videókat tartalmazó oldalak a találati listákon jobb eredményeket érnek el, gyakrabban kattintanak rájuk és osztják meg őket egymással a felhasználók e-mailben vagy közösségi oldalakon, és több időt is töltenek el az ilyen oldalakon, mint azokon, amelyek csak szöveget tartalmaznak.

## Közösségi videómarketing
A közösségi videómarketing egy integrált marketingkommunikációs stratégia része, amelynek célja, hogy a közösségi oldalak révén növelje egy adott videó elérését. Egy sikeres közösségi videómarketing kampányban a tartalom, a terjesztési stratégia és a fogyasztók önkifejezése együttesen teszi lehetővé, hogy a fogyasztók "hallathassák a hangjukat" vagy saját értéket adjanak egy valamilyen tartalomhoz, ezzel tovább népszerűsítve azt ismerőseik között.
A közösségi videómarketing és a vírusmarketing különbözik egymástól, elsősorban abban, hogy a vírusvideók sikerét elsősorban a megosztások számában mérik, míg a közösségi videómarketingben nagyobb hangsúlyt kap az elköteleződés, a párbeszéd a terjesztő és a befogadó között.